# Cupa României 1986/87
Der Cupa României in der Saison 1986/87 war das 49. Turnier um den rumänischen Fußballpokal. Sieger wurde zum 15. Mal Steaua Bukarest, das sich im Finale am 28. Juni 1987 gegen Titelverteidiger Dinamo Bukarest durchsetzen konnte. Da Steaua auch die Meisterschaft für sich entscheiden konnte, qualifizierte sich Dinamo für den Europapokal der Pokalsieger.

## Modus
Die Klubs der Divizia A stiegen erst in der Runde der letzten 32 Mannschaften ein. Ab dem Achtelfinale fanden alle Spiele – abgesehen vom Finale, das traditionell in Bukarest ausgetragen wurde – auf neutralem Platz statt. Es wurde jeweils nur eine Partie ausgetragen. Stand diese nach 90 Minuten unentschieden, folgte eine Verlängerung von 30 Minuten. Falls danach noch immer keine Entscheidung gefallen war, wurde die Entscheidung im Elfmeterschießen herbeigeführt.

## Sechzehntelfinale
| Datum             |                                 | Ergebnis              |                       |
| ----------------- | ------------------------------- | --------------------- | --------------------- |
| 10. Dezember 1986 | Automatica Alexandria           | 2:2 n. V. (1:4 i. E.) | Gloria Buzău          |
|                   | FEPA’74 Bârlad                  | 0:2                   | AS Victoria Bukarest  |
|                   | Metalul Bocșa                   | 0:1 n. V.             | FC Argeș Pitești      |
|                   | ICIM Brașov                     | 3:0                   | Chimia Râmnicu Vâlcea |
|                   | Progresul Vulcan Bukarest       | 1:2                   | Petrolul Ploiești     |
|                   | Industria Sârmei Câmpia Turzii  | 0:1                   | Rapid Bukarest        |
|                   | FC Constanța                    | 2:0                   | Universitatea Cluj    |
|                   | Jiul Petroșani                  | 4:1                   | Corvinul Hunedoara    |
|                   | CIL Sighetu Marmației           | 0:2                   | Oțelul Galați         |
|                   | CS Târgoviște                   | 0:1                   | Sportul Studențesc    |
|                   | Victoria Tecuci                 | 1:3                   | SC Bacău              |
| 11. Dezember 1986 | Flacăra Moreni                  | 0:1                   | FCM Brașov            |
|                   | Minerul Paroșeni                | 1:1 n. V. (4:5 i. E.) | Universitatea Craiova |
| 28. Februar 1987  | Explorări Câmpulung Moldovenesc | 1:0 n. V.             | FC Olt Scornicești    |
| 1. März 1987      | Gloria Bistrița                 | 3:5                   | Steaua Bukarest       |
| 6. Mai 1987       | Metalurgistul Cugir             | 1:4                   | Dinamo Bukarest       |

## Achtelfinale
| Datum        |                       | Ergebnis              |                                 | Ort            |
| ------------ | --------------------- | --------------------- | ------------------------------- | -------------- |
| 27. Mai 1987 | AS Victoria Bukarest  | 2:2 n. V. (3:2 i. E.) | Sportul Studențesc              | Brăila         |
|              | ICIM Brașov           | 0:2                   | Steaua Bukarest                 | Brașov         |
|              | Dinamo Bukarest       | 4:0                   | Explorări Câmpulung Moldovenesc | Focșani        |
|              | Universitatea Craiova | 5:3 n. V.             | FC Constanța                    | Ploiești       |
|              | Oțelul Galați         | 2:0                   | Petrolul Ploiești               | Râmnicu Sărat  |
|              | Rapid Bukarest        | 1:0                   | Jiul Petroșani                  | Sibiu          |
|              | FC Argeș Pitești      | 4:2 n. V.             | Gloria Buzău                    | Târgoviște     |
|              | FCM Brașov            | 2:0                   | SC Bacău                        | Târgu Secuiesc |

## Viertelfinale
| Datum         |                      | Ergebnis  |                       | Ort        |
| ------------- | -------------------- | --------- | --------------------- | ---------- |
| 16. Juni 1987 | Steaua Bukarest      | 1:0       | Rapid Bukarest        | Bukarest   |
|               | Dinamo Bukarest      | 2:1       | Oțelul Galați         | Focșani    |
|               | FCM Brașov           | 2:1 n. V. | FC Argeș Pitești      | Sibiu      |
|               | AS Victoria Bukarest | 1:0 n. V. | Universitatea Craiova | Târgoviște |

## Halbfinale
| Datum         |                 | Ergebnis |                      | Ort      |
| ------------- | --------------- | -------- | -------------------- | -------- |
| 23. Juni 1987 | Dinamo Bukarest | 4:2      | AS Victoria Bukarest | Bukarest |
|               | Steaua Bukarest | 4:0      | FCM Brașov           | Pitești  |

## Finale
| Paarung         | Steaua Bukarest – Dinamo Bukarest |
| Ergebnis        | 1:0 (1:0) |
| Datum           | 28. Juni 1987 |
| Stadion         | Stadionul 23 August, Bukarest |
| Zuschauer       | 60.000 |
| Schiedsrichter  | Radu Petrescu (Brașov) |
| Tore            | 1:0 László Bölöni (25.) |
| Steaua Bukarest | Dumitru Stângaciu, Niță Cireașă (46. Anton Weissenbacher), Ștefan Iovan, Miodrag Belodedici, Ilie Bărbulescu, Iosif Rotariu, Mihail Majearu (68. Gavril Balint), László Bölöni, Gheorghe Hagi, Marius Lăcătuș, Victor Pițurcă Cheftrainer: Anghel Iordănescu |
| Dinamo Bukarest | Dumitru Moraru, Vasile Jercălău, Alexandru Nicolae, (46. Costel Orac), Lică Movilă, Ioan Varga, Dănuț Lupu, Ioan Andone, Mircea Rednic, Dorin Mateuț, Rodion Cămătaru, Marian Damaschin Cheftrainer: Mircea Lucescu                                          |